# Civil Service United FC
Civil Service United Football Club-Civo w skrócie CIVO United – malawijski klub piłkarski grający w pierwszej lidze malawijskiej, mający siedzibę w mieście Lilongwe.

## Sukcesy
- I liga[1]:
  - mistrzostwo (1): 1987

## Występy w afrykańskich pucharach
| Sezon | Rozgrywki     | Runda   | Kraj | Klub      | Dom | Wyjazd | Dwumecz                |
| ----- | ------------- | ------- | ---- | --------- | --- | ------ | ---------------------- |
| 2006  | Liga Mistrzów | wstępna |      | Polisi FC | –   | –      | walkower dla Polisi FC |

## Stadion
Domowe mecze klub rozgrywa na stadionie o nazwie Civo Stadium w Lilongwe. Stadion może pomieścić 25000 widzów.

## Reprezentanci kraju grający w klubie od 2000 roku
Stan na wrzesień 2024.
| - Lloyd Aaron - Frank Banda - Fletcher Bandawe - Lawrence Chaziya - Young Chimodzi Jr - Dave Chirwa - Gomezgani Chirwa - Daniel Chitsulo - Joseph Kachule - Kelvin Kadzinje - Elvis Kafoteka - Ernest Kakhobwe - Nelson Kangunje - Binwel Katinji - Christopher Kumwembe - John Lanjesi - Jabulani Linje | - Pilirani Makupe - Bashiri Maunde - Peter Mgangira - Nafe Misasa - Noel Mkandawire - Nickson Mwase - Lawrence Mwehiwa - Robin Ngalande - Gerland Nkungula - Vincent Nyangulu - Innocent Phiri - Patrick Phiri - Dereck Somanje - Muhammad Sulumba - Charles Swini - Blessings Tembo - Emmanuel Zoya |